# Himari
Himari（ひまり、4月16日 - ）（日本語: ひまり）は、日本のAV女優。マインズ所属。生年非公開。

## 略歴
2024年4月に「テラトンQカップ」のキャッチフレーズでAVデビュー。当時の所属事務所はHANAYA PROJECT。年齢やスリーサイズが非公表だった。
同年10月、事務所をマインズに移籍。以降、スリーサイズを公開。
同年12月24日、光文社『FLASH』が独自集計した「FLASHセクシー女優ランキング2024」で10位。
2024年12月17日に開催されたMOODYZ忘年会にて、最優秀新人賞と最優秀女優賞を受賞。同月、東風克智が選評した「アサ芸セクシーアワード2024」にて、巨乳賞に選出。規格外の胸はもちろん、作品内で発せられた「パイズリしたらオチンチンなくなっちゃったよ」「男優さんを食べちゃいました」等のワードがまるでエロ漫画だったと論じている。
2025年3月10日週FANZA動画フロアランキングにて、『妻よりはるかにデカい爆乳Qカップで挟射堕ちさせられた 世話焼きパイズリナース密着NTR看護 Himari』が初登場9位。
2025年4月20日、漫画家・水龍敬の世界観を表現するイベント、「おいでよ!水龍敬ランドin新宿」に出演。

## 人物
芸名は漢字名の女優が多いことから、アルファベットにしたら目立つこと、覚えやすいシンプルな名前にしたかったこと、ヒマワリが好きだったことから。
AVデビューまで巨乳がコンプレックスであった。既成の服がボタンが閉まらないなど着れない、胸に合わせると太って見える、妊婦に間違えらるなどの巨乳あるあるを経験した

## 作品
◎はBD版発売作品。

### アダルトDVD / BD
- King＆Queen 新人 テラトンQカップBODY 専属 Himari AV Debut！（2024年4月16日、MOODYZ）◎
- テラトンQカップ初めて尽くしのめちゃイキ大絶頂4本番（2024年5月21日、MOODYZ）◎
- 爆乳Qカップでチ○ポを包み込む最上級痴女ソープお姉さんのパイズリ風俗フルコース（2024年6月18日、MOODYZ）◎
- 彼女のお姉さんはウルトラ爆乳Qカップ！ハミ乳ノーブラ誘惑してくるビッ痴メガパイに溺れイキしちゃった僕…（2024年7月16日、MOODYZ）◎
- エビ反りギュイン！絶頂591回痙攣9341回イキ潮5099cc絶頂Special 禁欲アクメオーガズム 1カ月焦らされ24時間ぶっ通しデカチンFUCK（2024年8月20日、MOODYZ）◎
- 卑猥コスで何度も何度も射精させてくれるQcup痴女エステ（2024年9月17日、MOODYZ）◎
- テラトンQカップ究極の神乳挟射パイズリマニアックス10発ザーメン抜きまくりスペシャル！！（2024年10月15日、MOODYZ）◎
- 妻よりはるかにデカい爆乳Qカップで挟射堕ちさせられた 世話焼きパイズリナース密着NTR看護（2024年11月19日、MOODYZ）◎

- 狙われたQカップ 出張先相部屋NTR ～大嫌いな絶倫上司に何度もイカされてしまったワタシ～（2025年1月21日、MOODYZ）◎
- 百獣の痴女お姉さんがいる部屋（檻）にM男クンを放り込む！全開で痴女っちゃうQcupの逆レ●プ（2025年2月18日、MOODYZ）
- 揺れるQ乳！朝から晩まで12時間ずっとチ○ポ漬け乱交アクメ 絶頂後の痙攣ま○こに追撃ノンストップ猛ピストン（2025年3月18日、MOODYZ）◎[11]
- 実写版 押しかけ魔王と強淫なまハメ生活（2025年4月1日、MOODYZ）◎
- アナタの視線をロックオンして悩殺オッパイ挑発！耳元囁き淫語ムギュムギュ密着で鬼ジコりさせちゃう超神乳オナサポ！（2025年4月15日、MOODYZ）◎
- 「オッパイの揉み方教えてあげよっか？」 妻のQカップ爆乳お姉さんにお節介How toセックスで痴女られパイズリ堕ちしたサイテーなボク（2025年5月20日、MOODYZ）◎[12]
- 実写版 当店ではそのようなサービスはおこなっておりませんので、 販売数40,000超え！ どスケベマッサージ！（2025年6月3日、MOODYZ）◎
- 奥様不在の間、愛するご主人様をQカップでたぶらかしメガパイ爆乳メイドのワタクシに沼らせてみせますわ？（2025年6月17日、MOODYZ）◎
- 彼女のママはママ活のママだった。-実写版‐ ケタ外れの爆乳を揉み放題 生ハメ放題（2025年7月1日、MOODYZ）◎
- あの高飛車な女上司が副業デリヘルしてる、らしい… 部下の俺達で1日フル予約噂のメガ乳をムニィッムニィッ揉みまくり無限メスイキ犯し廻すッ！24時間エンドレス復讐ピストン輪姦（2025年7月29日、MOODYZ）◎
- MOODYZ創立25周年記念 King's&Queen's メガトンKカップとテラトンQカップ共演SPECIAL（2025年8月5日、MOODYZ）◎ ※みなみ羽琉との共演。
- M男くんの自宅にQカップHimariお姉さんが緊急訪問！囁き密着パイズリ天国で1日中ぶっこ抜かれる最高痴女デリバリー！！（2025年8月19日、MOODYZ）

### アダルトVR
- 奇跡のQカップおっぱい激密着×超ゆ～っくり淫語でヌキまくり！最高級痴女エステVR 8KSPECIAL（2024年11月28日、MOODYZ）

### イメージDVD / BD
- ALL NUDE（2024年12月24日、Aircontrol）◎
- Re:Himari（2025年7月8日、FAIR&WAY）◎

### 写真集
- Himari 1st写真集『Queen B』（2024年9月25日、ジーウォーク、撮影：富田恭透）ISBN 978-4-8236-0748-6
- Himari写真集「Queenly」[13]（2025年）※Pharfaite Showcase3にて頒布
- Himari写真集「Quizas」[14]（2025年）※Pharfaite Showcase3にて頒布

### デジタル写真集
- Himari あなただけのQカップ 週刊ポストデジタル写真集（2024年6月7日、小学館、撮影：TADAO）
- Himari 恋、始まるQカップ アサ芸SEXY女優写真集（2024年7月1日、徳間書店、撮影：植野恵三郎）
- Himari 愛、深まるQカップ アサ芸SEXY女優写真集（2024年7月1日、徳間書店、撮影：植野恵三郎）
- 大きいってスバラシイ Himariデジタル写真集（2024年9月20日、双葉社、撮影：篠原潔）
- Himari いやしの彼女 アサ芸SEXY女優写真集（2024年12月27日、徳間書店、撮影：高橋慶佑）
- Himari いとしの女王 アサ芸SEXY女優写真集（2024年12月27日、徳間書店、撮影：高橋慶佑）

- 揺れる！全裸巨乳カルタ 週刊ポストデジタル写真集（2025年1月22日、小学館、撮影：富田恭透）※善場まみ、さつき芽衣、桃園怜奈との共演。
- MOODYZキャンペーン2025 Special Photo Book（2025年2月21日、FANZA BEAUTY COLLECTION）※9人収録の内の一人。FANZAブックス独占販売。

### 連載
- HimariのQさま（2025年1月21日号 - 、東京スポーツ）